# 9128 Takatumuzi
9128 Takatumuzi eller 1998 HQ52 är en asteroid i huvudbältet som upptäcktes den 30 april 1998 av den japanske amatörastronomen Tomimaru Okuni vid Nanyō-observatoriet. Den är uppkallad efter berget Takatumuzi i Japan.
Asteroiden har en diameter på ungefär 5 kilometer.